# Hohenbergiopsis guatemalensis
Hohenbergiopsis guatemalensis ist die einzige Pflanzenart der Gattung Hohenbergiopsis aus der Unterfamilie Bromelioideae in der Familie der Bromeliengewächse (Bromeliaceae).

## Beschreibung

### Erscheinungsbild und Blatt
Die Trichter- bzw. Zisternenbromelie Hohenbergiopsis guatemalensis wächst als ausdauernde krautige Pflanze epiphytisch und terrestrisch. Sie ist eine relativ große Art mit Trichterdurchmessern bis zu 1 Meter, die mit Blütenstand Wuchshöhen von 0,7 bis zu 1 Meter erreicht. In den Blatttrichtern sammeln sich oft größere Mengen an Wasser.
Die derben, parallelnervigen, breit-linealen, meist bis zu 60 Zentimeter langen, grünen oder roten Laubblätter besitzen einen scharf gezähnten Blattrand (sind also wie fast alle Arten der Bromelioideae bewehrt) und enden in einer etwa 1 Zentimeter langen Stachelspitze. Saugschuppen befinden sich sowohl auf der Blattoberseite wie -unterseite.

### Blütenstand, Blüte und Frucht
Im Verhältnis zu Hohenbergia-Arten überragt der Blütenstand den Blatttrichter nur wenig. Der dicke, wollig behaarte Blütenstandsschaft ist kürzer als die Rosettenblätter. Die dachziegelartig sich am Blütenstandsschaft überdeckenden Hochblätter (Brakteen) sind breit-elliptisch und stechend zugespitzt. Der ansehnliche, verhältnismäßig kurz haltbare, fast kolbenförmige, zylindrische, etwa 20 Zentimeter lange Blütenstand (Infloreszenz) ist aus zapfenförmigen, ellipsoiden, ährigen Teilblütenständen dicht zusammengesetzt und enthält viele Blüten. Die etwa 18 Zentimeter langen Deckblätter sind lang zugespitzt. Es sind keine Blütenstiele vorhanden.
Die radiärsymmetrischen, dreizähligen Blüten besitzen eine Länge von etwa 1 Zentimeter. Die drei mit einer Länge von 4 bis 8 Millimetern ovalen Kelchblätter sind zu einer kurzen Röhre verwachsen und enden zugespitzt. Die drei purpurfarbenen Kronblätter sind oberhalb des Fruchtknotens frei. Die Kronblätter besitzen an ihrer Basis im Gegensatz zur Gattung Hohenbergia und den meisten Arten der Unterfamilie der Bromelioideae keine Schüppchen (Ligula). Es sind zwei Kreise mit je drei Staubblättern vorhanden. Die Staubfäden sind zu einer Röhre verwachsen, dies ist eine Ausnahme innerhalb der Familie. Die Pollenkörner sind zu einer Tetrade vereinigt; bei Hohenbergia sind die Pollenkörner einzeln. Der Fruchtknoten ist unterständig.
Die Blütenformel lautet:
{\displaystyle \star \;K_{(3)}\;{[C_{(3)}\;A_{(3+3)}]}\;G_{\overline {(3)}}}
Es werden Beeren gebildet.

## Verbreitung
Das Verbreitungsgebiet von Hohenbergiopsis guatemalensis reicht vom südlichen Mexiko bis Guatemala. Sie gedeiht im Bergregenwald sowie im Wolken- und Nebelwald in Höhenlagen von 800 bis 2000 Metern. Lange Zeit war sie nur vom Typusstandort Tactic, an der Straße nach Tamaha in Alta Verapaz in Guatemala bekannt, wo 1997 noch etwa 30 Pflanzenexemplare wuchsen. Sie wurde als selten und kaum gesammelt berichtet, obwohl ihre Verbreitung in Mexiko scheinbar weiter war als ursprünglich gedacht. Aber es gibt etwa elf voneinander isolierte Fundorte, aber die meisten Aufsammlungen stammen aus dem letzten Jahrhundert. Es scheint klar zu sein, dass es insgesamt nur wenige blühfähige Exemplare in der Wildnis gibt. Die Habitate werden durch menschliche Einflüsse fortlaufend bedroht. Ein aktuelles Monitoring ist erforderlich. Hohenbergiopsis guatemalensis gilt in der Roten Liste der gefährdeten Arten der IUCN als „Endangered“ = „stark gefährdet“.

## Systematik
Diese Art wurde 1941 unter dem Namen Hohenbergia guatemalensis von Lyman Bradford Smith in Lilloa, 6, S. 282 erstbeschrieben. Die von den anderen Arten der Gattung Hohenbergia stark abweichenden Merkmale machten es erforderlich, diese Art auszugliedern und eine neue Gattung Hohenbergiopsis für sie aufzustellen. Dies erfolgte durch Lyman Bradford Smith und Robert William Read in Phytologia, Volume 33, Issue 7, 1976, S. 440.
Der Gattungsname Hohenbergiopsis bezieht sich auf die Ähnlichkeit mit der Gattung Hohenbergia. Das Artepitheton guatemalensis nimmt Bezug auf den lange Zeit einzigen Fundort dieser Art in Guatemala.